# José Orabuena
José Orabuena, gebürtig Hans Josef Sochaczewer, (* 10. August 1892 in Berlin; † 16. Februar 1978 in Ascona, Schweiz) war ein deutsch-jüdischer Schriftsteller. Zu seinen Hauptwerken zählen Romane über das Leben der Juden in Polen und Deutschland.

## Leben

### Kindheit
Hans Sochaczewer entstammte einer assimilierten und emanzipierten jüdischen Kaufmannsfamilie. Seine Eltern Max Sochaczewer (1858–1929) und Magarethe Baschwitz (1870–1943) mieden den Kontakt zu Juden und zogen ihre Kinder daher auch nicht im jüdischen Glauben auf. Die Familie besuchte weder die Synagoge, noch beachtete sie jüdische Speisegesetze. Auf der Privatschule, die Orabuena besuchte, gab es keinen Religionsunterricht für jüdische Kinder, sodass seine Eltern beschlossen, ihn am christlichen Religionsunterricht teilnehmen zu lassen. Seinen Lebenserinnerungen kann man jedoch entnehmen, dass er dem christlichen Religionsunterricht nur wenig abgewinnen konnte. Ebenso verhielt es sich mit dem jüdischen Religionsunterricht durch einen Rabbiner, den er nach seinem neunten Lebensjahr erhielt und welcher ihn nur mit Schrecken erfüllte. So war es für Orabuena unmöglich, ein Verständnis für die jüdische Religion zu entwickeln. Ein Teil der deutschen Familien jüdischer Herkunft zog die Assimilierung, also die völlige Auflösung in die deutsche Bevölkerung vor, um Anfeindungen und Einschränkungen durch die Nichtjuden zu vermeiden, die durch eine Abgrenzung entstanden wären. Der Preis, den die Familie Orabuenas und andere jüdische Familien für die Emanzipation zahlten, war eine religiöse Entwurzelung, die viele Juden in eine tiefgehende Identitätskrise stürzte.
Nicht nur das fehlende religiöse Zugehörigkeitsgefühl belastete Orabuena, sondern auch die übermäßig strenge Erziehung durch den Vater, der als Kaufmann sehr hohe Leistungen von seinen Kindern erwartete und sich stets unzufrieden über die schulischen Leistungen seiner Kinder äußerte. Orabuena war noch zu Beginn seiner schulischen Laufbahn ein guter Schüler und begann schon sehr früh, sich für Literatur zu interessieren und zu schreiben. Für Naturwissenschaften hingegen hatte er wenig Verständnis.
Als er über seinen Berufswunsch, Schriftsteller zu werden, mit seinem Vater in einen erbitterten Streit geriet und mit Selbstmord drohte, wurde er von seinen Eltern und Ärzten in ein Sanatorium und später in ein Irrenhaus eingewiesen. Dieser Schritt belastete das Verhältnis zu seinen Eltern nachhaltig, und Orabuena löste sich von seiner Familie.

### Ausbruch des Ersten Weltkrieges und Orabuenas Aufenthalt in Vilnius
Im Ersten Weltkrieg kämpfte Orabuena für Deutschland an der deutsch-französischen Grenze und wurde schließlich an die östliche Front versetzt. Dort blieb er nicht lange im Waffendienst, sondern wurde nach längerem Lazarettaufenthalt als Pressevertreter nach Vilnius/Wilna geschickt, wo er erstmals Ostjuden begegnete.
Obwohl ihm anfangs Vilnius „fremd und eine neue Welt gewesen sei“ und die Stadt, wie Orabuena berichtet, schmutzig und ihre Häuser und Straßen von sehr schlechtem Zustand gewesen seien, interessierte er sich umso mehr für die Bewohner und für das, „was es sei, das man offenbar wichtiger nehme als die Ordnung und die Reinlichkeit“. Aufgrund der sprachlichen Hürden (Orabuena sprach weder Jiddisch noch Hebräisch) kam er den Menschen in Vilnius kaum näher. Zudem war er zu dieser Zeit nicht religiös, was ihn in vielen Augen der tiefreligiösen Vilniuser Juden, die alles im Spiegel der göttlichen Vorsehung betrachteten, suspekt erscheinen ließ. Orabuena hingegen empfand das Leben und den Lebensalltag der Vilniuser Juden nicht als eintönig. Trotz ihrer erbärmlichen Lage (die meisten lebten in armen Verhältnissen) hatten sie einen ausgeprägten Sinn für Familie, Gemeinschaft und Religion.

### Die Zeit nach dem Weltkrieg und Orabuenas Ausreise nach Kopenhagen
Nach Deutschland zurückgekehrt, spürte Orabuena den Stimmungsumschwung in der deutschen Bevölkerung. Hatte es vor dem Ausbruch des Ersten Weltkrieges noch eine gemeinsame Kriegsbegeisterung von Nichtjuden und Juden gegeben, so schlug diese Stimmung in eine antisemitische um. 1922 debütierte er mit der Erzählung Die Grenze, in der er – stark expressionistisch – seine traumatischen Irrenhauserlebnisse verarbeitete. In diese Zeit fällt seine kurze Ehe (1923–1925) mit der Pianistin Marie (Miriam) Zweig, einer Kusine Arnold Zweigs. In seinem Roman Sonntag und Montag von 1927, dem buchhändlerisch erfolgreichsten seiner Bücher, schilderte er erstmals das Schicksal ostjüdischer Arbeiter in Berlin. Das Buch orientierte sich an den Maximen der Neuen Sachlichkeit und beschrieb in fast dokumentarischer Weise den Moloch Berlin, nicht zuletzt die Armut und Ausweglosigkeit der Berliner Bevölkerung. Seine Veröffentlichungen fanden in literarischen Kreisen Anklang. Stefan Zweig lud ihn nach Salzburg ein, wo er Joseph Roth kennenlernte; auch mit Erich Maria Remarque hatte er Kontakt.
Eine Zeitlang übernahm er auch Verlegertätigkeiten. Doch schon 1928 zog es Orabuena nach Kopenhagen – nicht nur weil er dänische Dichter wie Jens Peter Jacobsen bewunderte, sondern weil sich die feindliche Stimmung in Deutschland zunehmend bemerkbar machte. Orabuena lebte zwölf Jahre unter wechselnden Umständen in Kopenhagen. Er tat sich schwer, sich selbst und seine nach 1933 zu ihm nach Dänemark gezogene Mutter zu ernähren. Unterstützt wurden die beiden durch Orabuenas jüngeren Brüder Ernst, der in den Vereinigten Staaten Fuß fasste. Die Machtübernahme durch die Nationalsozialisten erlebte er vom schweizerischen Porto Ronco aus, wo er auf Einladung von Remarque Erholung suchte. Nach dem Ende der Weimarer Republik konnte er in Deutschland nur noch einen Essay in einer deutschen Zeitung veröffentlichen, eine Arbeit mit dem Titel Nachlass am Schreibtisch in der Vossischen Zeitung.

### Exilsituation in Dänemark
Kurz nach dem 10. Mai 1933 erfuhr Orabuena, dass auch seine Werke verbrannt worden waren. Die Exilsituation in Dänemark erwies sich als äußerst schwierig, da Orabuenas schriftstellerische Tätigkeit unterbunden wurde und er in Deutschland nicht mehr veröffentlichen konnte. Hinzu kommt, dass Orabuena Texte schrieb, die für den ausländischen Leserkreis eher uninteressant waren.
Da sich Orabuena tagespolitischen Fragestellungen entzog, kamen für ihn politische Texte nicht in Frage. Für die von Klaus Mann redigierte Zeitschrift Die Sammlung steuerte er zwei Erzählungen bei. Es fiel ihm zeitweise jedoch schwer, ein Sujet zu finden, über das er schreiben konnte, sodass er lange Zeit in Isolation und Einsamkeit lebte. In dieser Zeit begann er, seine Ahnen zu erforschen, sich mit der jüdischen Glaubenslehre auseinanderzusetzen und die Stufen jüdischer Geschichtsentwicklung nachzuvollziehen. Dabei stieß er auf eine Familie namens Orabuena, aus der viele Ärzte hervorgingen und die 1492 infolge der Judenvertreibung aus Spanien ihr Land verlassen mussten. Er bewunderte diese Familie, adoptierte den Namen Orabuena und betrachtete sich von nun an als einen Nachfahren dieser sefardischen Familie.
Zur selben Zeit fand er einen Zugang zur Religion und sein Bewusstsein veränderte sich. Das Ostjudentum bot Orabuena die Möglichkeit, sich aus der Position des assimilierten „Luftmenschen“ (Theodor Lessing) ohne Wurzeln zu lösen und eine neue Form der Religiosität zu entdecken, die ihn ausfüllte. So wurde sein zweijähriger Aufenthalt in Vilnius post festum zu einem Schlüsselerlebnis, das Orabuena nun literarisch fixierte. 1935 begann er mit der literarischen Ausarbeitung seines Romans über das ostjüdische Vilnius. Darin schildert er die Begegnung zwischen Ost- und Westjuden kurz vor Ausbruch des Ersten Weltkrieges. Als eine Art alter ego lässt er einen Mann namens David Orabuena nach Vilnius reisen. Trotz Verständigungsschwierigkeiten und unterschiedlichen Ansichten der beiden jüdischen Richtungen kommt es zu einem harmonischen Zusammenleben, von dem beide Gruppen profitieren. Orabuena arbeitete drei Jahre diszipliniert an der Fertigstellung des Romans, die 1938 in Kopenhagen erfolgte. Obwohl ihm von Seiten vieler Verleger Lob für seine Arbeit zugesprochen wurde, war zunächst niemand bereit, sein Buch zu veröffentlichen.
Etwa gleichzeitig, spätestens seit 1934, begann er seine in den zwanziger Jahren und zu Beginn der dreißiger Jahre entstandenen Texte unter seinem ehemaligen Namen Hans Sochaczewer abzulehnen, weil er sich mit seinen früheren Texten nicht mehr identifizieren konnte. Er betrachtete sie nur noch als „bloße Unterhaltungslektüre, weil ihr Inhalt an eine Erde gebunden sei, die nicht von Gott erschaffen schien, sondern von einem liberalen und gutwilligen, doch ahnungslosen Menschen.“  Orabuena formulierte seinen dichterischen Auftrag neu, sodass nun Glaube und Dichtung einen kausalen Zusammenhang bildeten. Dichtung, „wahre Dichtung“, entstand für ihn nur noch im „Zusammenhang mit dem Überirdischen.“ In dieser Hinsicht lehnte sich Orabuena an das jüdische Verständnis an, demzufolge ein Namenswechsel immer auch einen Bewusstseins- oder Persönlichkeitswechsel bedeute.
1959 wurde sein Hauptwerk Gross ist Deine Treue. Roman des jüdischen Wilna erstmals veröffentlicht. Es erhielt positive Besprechungen, unter anderem in der Neuen Zürcher Zeitung.

### England und Schweiz
Schon 1940 war er nach England gezogen, wo seine Schwester seit längerer Zeit lebte. 1948 erwarb er im Exil in Manchester die britische Staatsbürgerschaft, sein schon in den dreißiger Jahren vollzogener Namenswechsel wurde dort amtlich. Kurz darauf zog er in die Schweiz, wo er bis zu seinem Tod lebte. 1952 ließ er sich im Kloster Einsiedeln taufen und konvertierte damit offiziell zum Katholizismus.
Einige Anfang der 1960er Jahre entstandenen Texte spielen schwerpunktmäßig in spanisch-italienischem, katholischem Milieu, so Rauch und Flamme (1960) und Auch Gram verzaubert (1962). Diese Bücher zeugen von einer neuen, nunmehr völlig ironie- und übertreibungsfreien kunsttheoretischen Ausrichtung sowie von einer tiefen Religiosität des Dichters. Auf ganz eigene Weise werden darin sowohl jüdische Wurzeln als auch christliche Glaubensinhalte freigelegt.
Im Rahmen seiner 1964 publizierten Autobiographie Im Tale Josaphat suchte Orabuena Genese und Begleitumstände seiner Identitätsfindung zu veranschaulichen. Die beiden postum erschienenen Alterswerke, die Legendensammlung Das Urlicht (1971) und der Roman Tragische Furcht (1980) unterstehen dem Dichterfanal: „Wie ich zu sterben lernte“.

## Werke (Auswahl)
- Hans Sochaczewer – Die Grenze (Konstanz, Wöhrle, 1922)
- Hans Sochaczewer – Henri Rousseau (Novelle) (Potsdam, Kiepenheuer, 1927)
- Hans Sochaczewer – Sonntag und Montag (Roman) (Potsdam, Kiepenheuer 1927)
- Hans Sochaczewer – Das Liebespaar (Roman) (Berlin, Zsolnay, 1928)
- Hans Sochaczewer – Menschen nach dem Kriege (Roman) (Berlin, Zsolnay, 1929)
- Hans Sochaczewer – Die Untat (Roman) (Berlin, Kiepenheuer, 1931)

- José Orabuena – Kindheit in Cordoba. Die Lebensgeschichte des Arztes David Orabuena (Frankfurt am Main, S. Fischer, 1951)
- José Orabuena –  Glück und Geheimnis (Lebensgeschichte des Pater Marcellus) (Zürich/Paderborn, Schöningh, 1957)
- José Orabuena – Gross ist deine Treue. Roman des jüdischen Wilna, Zürich/Paderborn, Schöningh, 1959.
- José Orabuena – Rauch oder Flamme (Zürich/Paderborn, Schöningh, 1960)
- José Orabuena – Auch Gram verzaubert (Zürich/Paderborn, Schöningh, 1962)
- José Orabuena – Zur Geschichte meines Wilna-Romans „Gross ist deine Treue“, Zürich, Thomas, 1963.
- José Orabuena – Im Tale Josaphat. Meine Lebensgeschichte, Zürich/Paderborn 1964.
- José Orabuena – Das Urlicht. Die Erzählungen des weisen Elias, Schöningh, Paderborn 1971, ISBN 3-506-96189-6, Neuausgabe: Herder, Freiburg im Breisgau 1979, ISBN 3-451-18474-5.
- José Orabuena – Tragische Furcht (Roman) (Freiburg, Herder, 1980), ISBN 3-451-19139-3.